# Kozlov (hrad, okres Semily)
Kozlov je zřícenina hradu jihovýchodně od Košova u Lomnice nad Popelkou v okrese Semily. Stojí na stejnojmenném vrchu s melafyrovými výchozy v Ještědsko-kozákovském hřbetu. Hrad byl založen ve čtrnáctém století a ve druhé polovině patnáctého století byl již pustý. Dochovaly se z něj terénní relikty opevnění a fragmenty obvodové hradby. Pozůstatky hradu jsou od roku 1964 chráněné jako kulturní památka.

## Historie
Podle nalezené keramiky byl hrad založen v první polovině čtrnáctého století. Jediná věrohodná zmínka o něm pochází z roku 1462. Nachází se v popisu lomnického panství a zmiňuje pouze hradiště Kozlov. Hrad byl v té době tedy již pustý. V urbáři lomnického panství z roku 1667 je zmíněn jen kus starodávné zdi prastarého zámku Kozlov. Za nevěrohodnou je považována zpráva Bohuslava Balbína, podle které byl Kozlov jako sídlo loupežníků dobyt roku 1442.

## Stavební podoba
Kozlov typologicky patří mezi hrady s plášťovou zdí. Nebylo zde nalezeno žádné předhradí ani jiné hospodářské zázemí. Přístupová cesta vedla nejspíše od severu po východním úbočí kopce. Jednodílný hrad s výjimkou jihovýchodní strany obepíná val a příkop. Hlavní obrannou stavbou byla plášťová hradba široká okolo dvou metrů. K ní byly z vnitřní strany přistavěny budovy ze slabšího zdiva, které se dochovaly v podobě terénních náznaků.
Pod hradním jádrem vede podzemní chodba, jejíž vstup se nachází v severovýchodní části areálu. Výška chodby se pohybuje mezi 130–170 centimetry a šířka okolo osmdesáti centimetrů. Chodba se na přibližně deseti metrech délky mírně svažuje a končí strmým, přes jedenáct metrů hlubokým uměle vytesaný komínem se zavaleným dnem. Podle Tomáše Durdíka chodba souvisela se zásobováním hradu vodou, zatímco Zdeněk Fišera ji interpretoval jako únikovou chodbu, která mohla končit ve stráni na jihovýchodním úbočí kopce.

## Pověst oTatařínovi

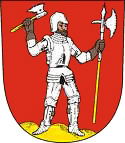
Znak města Lomnice nad Popelkou

K hradu Kozlov a nedaleké Lomnici nad Popelkou se váže pověst o tatarském zvědovi, který uvázl po odražení tatarských nájezdů v troskách na vrchu Kozlov nedaleko Lomnice. Ozbrojen kopím a sekerou zde přepadal kupce. Místní měšťané a sedláci jej přemohli lstí – vykopali jámu, zakryli ji větvemi a vylákali Tatařína ven z hradu. Ten spadl do jámy, byl pod přivolanou královskou stráží odvezen do Prahy. Za to král Václav I. povýšil Lomnici na město a udělil jí znak, připomínající tuto událost: tatarského mužíka ve zbroji stojícího na chvojí.

## Přístup
Ke zbytkům hradu vede zeleně značená turistická trasa z Košova směrem k Peklovsi. Nejbližší železniční zastávkoa se nachází v Cidlině na trati Železniční trať Mladá Boleslav – Stará Paka.